# Theridion bolum
Theridion bolum là một loài nhện trong họ Theridiidae.
Loài này thuộc chi Theridion. Theridion bolum được Herbert Walter Levi miêu tả năm 1963.